# Marvin Figueroa
Marvin Antonio Figueroa Lemus (Santa Ana, El Salvador, 12 de marzo de 1993), más conocido simplemente como Marvin Figueroa, es un futbolista salvadoreño que juega como centrocampista en el FAS de la Primera División de El Salvador.

## Estadísticas
Actualizado al último partido disputado el 27 de noviembre de 2021.
| Club                         | Div.          | Temporada     | Liga  | Liga  | Liga   | Total | Total | Total  | Media goles |
| Club                         | Div.          | Temporada     | Part. | Goles | Asist. | Part. | Goles | Asist. | Media goles |
| ---------------------------- | ------------- | ------------- | ----- | ----- | ------ | ----- | ----- | ------ | ----------- |
| Isidro Metapán · El Salvador | 1.ª           | 2015-16       | 2     | 0     | 0      | 2     | 0     | 0      | 0           |
| Isidro Metapán · El Salvador | 1.ª           | 2017-18       | 33    | 0     | 0      | 33    | 0     | 0      | 0           |
| Isidro Metapán · El Salvador | 1.ª           | 2018-19       | 31    | 2     | 0      | 31    | 2     | 0      | 0.06        |
| Isidro Metapán · El Salvador | 1.ª           | 2019-20       | 14    | 1     | 0      | 14    | 1     | 0      | 0.07        |
| Isidro Metapán · El Salvador | 1.ª           | 2020-21       | 16    | 0     | 0      | 16    | 0     | 0      | 0           |
| Isidro Metapán · El Salvador | 1.ª           | 2021-22       | 9     | 0     | 0      | 9     | 0     | 0      | 0           |
| FAS · El Salvador            | 1.ª           | 2022          | -     | -     | -      | -     | -     | -      | -           |
| Total club                   | Total club    |               | 105   | 3     | 0      | 105   | 3     | 0      | 0.03        |
| Total carrera                | Total carrera | Total carrera | 105   | 3     | 0      | 105   | 3     | 0      | 0.03        |